# Phan Khắc Thận
Phan Khắc Thận (潘克慎, 1798-1868), hiệu: Châu Lưu, là quan nhà Nguyễn trong lịch sử Việt Nam.

## Thân thế & sự nghiệp
Phan Khắc Thận sinh năm Mậu Ngọ (1798) tại làng Tư Cung, nay thuộc xã Tịnh Khê, huyện Sơn Tịnh, tỉnh Quảng Ngãi. Sau, ông theo cha là Phan Văn Kháng đến ở tại làng Châu Me, nay thuộc xã Bình Châu, huyện Bình Sơn, tỉnh Quảng Ngãi.
Đời vua Minh Mạng, ông thi đỗ tú tài khoa Ất Dậu (1825) và khoa Mậu Tý (1828). Năm Canh Dần (1830), ông vượt qua kỳ ứng hạch, và được bổ làm giáo chức ở Bảo An (nay thuộc tỉnh Bến Tre?) và Tân An (nay thuộc tỉnh Long An).
Năm Thiệu Trị thứ nhất (Tân Sửu [1841]), Phan Khắc Thận nhận chức quyền nhiếp phủ Tây Ninh.
Lúc bây giờ ở đây có một thổ mục tên Đinh Thân, tự xưng là Thiên thương tướng, tụ họp được hơn 700 người miền núi, người Chăm đột kích vào đồn phủ Tây Ninh. Phan Khắc Thận chỉ huy quân chống cự, bắn chết được Đinh Thân, làm tan rã cuộc nổi dậy. Việc báo về kinh, nhà vua ban chiếu thư khen ngợi, thưởng cho một cấp quân công. Ít lâu sau, ông được bổ làm Giám sát ngự sử đạo kinh kỳ và thự Công khoa Chưởng ấn cấp sự trung.
Năm Giáp Thìn (1844), ông được cử làm thự Án sát sứ ở hai tỉnh là Bình Định và Vĩnh Long. Cùng năm ấy, đến kỳ xét công được dự hạng ưu, Phan Khắc Thận được đổi đi làm Tuyên phủ sứ Tây Ninh, rồi chuyển sang làm Bố chính sứ ở Nam Định, Hà Nội .
Năm Nhâm Tý (1852) đời vua Tự Đức, ông được thăng quyền Chưởng ấn tuần phủ Lạng Bình. Gặp lúc quân phỉ ở Trung Quốc tràn vào cướp phá thôn Đông Long thuộc trấn Lạng Sơn, ông cầm quân đánh đuổi được, được thưởng thêm một cấp quân công.
Năm năm sau (Đinh Tỵ [1857]), ông được triệu về Huế giữ chức Tả tham tri bộ Hộ.
Tháng Bảy năm Mậu Ngọ (ngày 31 tháng 8 năm 1858), thực dân Pháp nổ súng tấn công Đà Nẵng. Phan Khắc Thận được cử mang quân vào chống cự. Đánh nhau ở sông Cẩm Lệ (Đà Nẵng) bị thua, ông bị giáng ba cấp nhưng được lưu chức.
Năm Kỷ Mùi (ngày 17 tháng 2 năm 1859), quân Pháp đánh thành Gia Định. Trước tình thế rối ren ở Nam Kỳ, nhà vua cử Phan Khắc Thận vào lãnh chức Tuần phủ An Giang. Gặp lúc người dân Khmer ở Ba Xuyên nổi dậy chống đối, ông đem quân đến trấn áp được, được thưởng quân công, thăng làm thự Tổng đốc An Hà.
Tháng 3 năm Tân Dậu (1861), quân Pháp tổ chức tấn công Định Tường, đến ngày 14 tháng 4 thì thành này lại thất thủ. Phan Khắc Thận, Trương Văn Uyển được sung làm Biên phòng tiễu quân vụ có trách nhiệm phối hợp với Khâm phái quân vụ Nguyễn Túc Trưng, Đỗ Thúc Tịnh chiêu mộ nghĩa dõng, xây dựng đồn lũy, sửa sang khí giới...để chuẩn bị cho cuộc chiến chống quân xâm lược.
Tháng 5, một thổ mục người Khmer đánh phá bảo An Tập thuộc tỉnh An Giang, làm khoảng trăm nghĩa dõng tử trận, Phan Khắc Thận bị giáng lưu hai cấp.
Ngày 5 tháng 6 năm 1862, triều đình Huế ký Hòa ước Nhâm Tuất với Pháp. Đến khoảng giữa năm 1863, thì một người Chân Lạp tên là A Soa (hay Acha Xoa, sử Nguyễn ghi là Ong Bướm) đến vùng biên giới thuộc Châu Đốc-Hà Tiên, nơi có đông đồng bào Khmer sinh sống, lập lực lượng kháng pháp. Khi ấy Thủ Khoa Huân, sau khi thua trận ở Bình Cách, cũng rút quân vào Thất Sơn để hiệp với lực lượng của A Soa.
Bị thúc ép của cả hai phía là thực dân Pháp và triều đình Huế, tháng 7 năm 1864, Phan Khắc Thận buộc phải giao nộp Thủ Khoa Huân cho Pháp.
Tháng Tư năm Bính Dần (1866), vì không bắt được A Soa, ông bị nhà vua bãi chức, nhưng vẫn phải ở lại lập công chuộc tội. Theo sử liệu thì vào tháng 8 năm đó, ông bắt được A Soa và giao cho quân Pháp. Vì vậy, đến tháng 6 năm Đinh Mão (1867), ông được triều Nguyễn cho khởi phục làm Thượng thư bộ binh lãnh Tuần phủ Nam Ngãi.
Tháng Bảy năm Mậu Thìn (1868), ông làm Thảo nghịch Hữu tướng quân, lãnh việc tiễu trừ quân phỉ Trung Quốc do Ngô Côn cầm đầu đang quấy nhiễu vùng biên giới Thái Nguyên, Lạng Sơn.
Tháng 11 năm ấy, ông mất tại quân thứ, thọ 70 tuổi. Thi hài ông sau đó được chuyển về chôn cất tại quê nhà.
Bình xét công lao, vua Tự Đức truy tặng ông hàm Vinh lộc Đại phu, Hiệp biện Đại học sĩ, thụy là Văn Ý.

## Về việc bắt giao thủ lĩnh cho Pháp
Ngày 11 tháng 8 năm 1863, triều đình Norodom ở Chân Lạp ký một hiệp ước với thực dân Pháp để thành lập một chính quyền bảo hộ trên toàn vương quốc. Lập tức họ gặp phải sự chống đối quyết liệt của người dân trong nước. Người đầu tiên làm cuộc nổi dậy là hoàng thân Xivôtha (con vua Ang Duông); và người thứ hai là Acha Xoa (hay A Soa), mà sử Nguyễn gọi là Ong Bướm.
Theo sách Lịch sử Campuchia thì thủ lĩnh Acha Xoa không phải là một hoàng thân như Ă. Sivotha, mà chỉ là một người nô lệ. Để việc vận động quần chúng được thuận lợi, ông đã tự xưng là "người trời", là "hoàng thân Angphim" (con của cựu phó vương AngEm). 
Tuy nhiên, nhóm Nhân Văn Trẻ thì cho rằng Acha Xoa là con của quốc vương, vì tranh chấp vương quyền với anh là Ong Lằn, và còn vì không chịu sự cai trị của Pháp, nên đã sang Thất Sơn mộ dân lập đồn đánh nhau với anh và với Pháp .
Thoạt tiên, Acha Xoa hoạt động ở vùng Angco và Baphuon, nhưng sau đó ông dời sang vùng biên giới Châu Đốc-Hà Tiên, nơi có đông đảo người Khmer cư trú, để lập căn cứ kháng chiến lâu dài. Được Thủ Khoa Huân đến cộng tác, nên phong trào ngày càng lớn mạnh. Năm 1864, lực lượng Acha Xoa đánh chiếm được tỉnh Paknhum, tỉnh Campốt và tiến gần tới thủ đô Phnôm Pênh.
Lo ngại, thực dân Pháp liền yêu cầu triều đình nhà Nguyễn phải tìm bắt thủ lĩnh và giải tán nghĩa quân cho họ (vì lúc này ba tỉnh miền Tây Nam Kỳ vẫn thuộc nhà Nguyễn).

### VụThủ Khoa Huân
GS. Nguyễn Văn Hầu kể:
Sau khi Đô đốc Nam Kỳ là de la Grandière biết tin Thủ Khoa Huân lẫn trốn ở Thất Sơn, viên sĩ quan Pháp này buộc Tổng đốc An Giang (chỉ Phan Khắc Thận) phải bắt ông Huân, giao cho họ làm tội. Tổng đốc An Giang không thuận. Tức thời, Doudart de Lagrée được lệnh đem 500 quân cùng đại bác từ Oudong (Chân Lạp) xuống huy hiếp thành An Giang. Trước áp lực đó, Tổng đốc An Giang đành nhượng bộ .
Trong quyển Bài ngoại mậu kiến liệt truyện có đoạn viết: 
Tháng Sáu năm Giáp Tý (1864), quan tỉnh An Giang bắt được Nguyễn Hữu Huân... Lúc bấy giờ có quan Án sát Phạm Hoàng Đạt hay tin liền tâu với triều đình xin tha tội cho Nguyễn Hữu Huân. Nhà vua được tờ tâu, hạ chiếu cho quan tỉnh An Giang giải Nguyễn Hữu Huân về kinh đô chờ xét xử. Than ôi! Chiếu chỉ chưa đến nơi thì quan tỉnh đã đem Nguyễn Hữu Huân nộp cho chính quyền Pháp để khỏi sinh rắc rối rồi.

### VụAcha Xoa
Sách Lịch sử Việt Nam (1858-cuối thế kỷ 19), chép: 
Thực dân Pháp vừa ra lệnh cho triều đình Tự Đức phải bắt Acha Xoa giao nộp, vừa cho mua chuộc dụ dỗ tay sai để ám hại hoàng thân. Quan triều ở ba tỉnh miền Tây còn đang kẻ chịu người không đi lùng bắt, thì hoàng thân đã bị kẻ phản bội (vốn là thuộc hạ) bắn trọng thương.
Sau đó, theo sử nhà Nguyễn thì:
Tháng Sáu năm Bính Dần (tháng 7 năm 1866), Tổng đốc An Hà bị cách là Phan Khắc Thận đánh úp Ong Bướm ở núi Tốn thuộc An Giang, bắt được tên thổ mục (chỉ Acha Xoa) cùng lọng súng ngựa voi... giải giao cho chủ súy Pháp, trong khi đi đường gặp Nguyễn Hữu Cơ, Hữu Cơ bảo đem trở lại, nhưng Tổng đốc Trương Văn Uyển sợ sinh ra trở ngại khác, nên hai ba lần giục, (Khắc Thận) bèn giải giao cho Pháp .
Tất cả cho thấy Phan Khắc Thận đã bị sức ép không nhỏ của Pháp và của Huế trong việc bắt giao hai vị thủ lĩnh trên (sau đó cả hai đều bị Pháp đưa đi đầy biệt xứ). Đồng thời qua đó còn cho thấy thái độ "lúng túng" của các quan lại địa phương (trong đó có Tổng đốc Thận) đối với chủ trương chuyển từ "chiến" sang sang "hòa" với Pháp của triều đình Tự Đức.